# Lista över fornlämningar i Älmhults kommun
Lista över fornlämningar i Älmhults kommun är en förteckning av ett urval av de fornlämningar som finns i Älmhults kommun.

## Göteryd
| Namn                                          | Lämningstyp                      | Tillkomsttid | Historisk indelning | Plats | Läge                 | ID-nr          | Bild                                 |
| --------------------------------------------- | -------------------------------- | ------------ | ------------------- | ----- | -------------------- | -------------- | ------------------------------------ |
| Knaggen (Göteryd 1:1)                         | Grav markerad av sten/block      |              | Göteryd, Småland    |       | 56.523687, 13.942732 | 10071400010001 | Ladda upp en bild av detta fornminne |
| Göteryd 2:1                                   | Stenkammargrav                   |              | Göteryd, Småland    |       | 56.525664, 13.953006 | 10071400020001 | Ladda upp en bild av detta fornminne |
| Göteryd 4:1                                   | Stenkammargrav                   |              | Göteryd, Småland    |       | 56.538621, 13.967448 | 10071400040001 | Ladda upp en bild av detta fornminne |
| Göteryd 5:1                                   | Stenkammargrav                   |              | Göteryd, Småland    |       | 56.534735, 13.964541 | 10071400050001 | Ladda upp en bild av detta fornminne |
| Göteryd 5:2                                   | Stenkammargrav                   |              | Göteryd, Småland    |       | 56.534617, 13.964635 | 10071400050002 | Ladda upp en bild av detta fornminne |
| Göteryd 6:1                                   | Stenkammargrav                   |              | Göteryd, Småland    |       | 56.542893, 13.962467 | 10071400060001 | Ladda upp en bild av detta fornminne |
| Göteryd 8:1                                   | Stensättning                     |              | Göteryd, Småland    |       | 56.542138, 14.052796 | 10071400080001 | Ladda upp en bild av detta fornminne |
| Göteryd 9:1                                   | Stensättning                     |              | Göteryd, Småland    |       | 56.543944, 14.050752 | 10071400090001 | Ladda upp en bild av detta fornminne |
| Göteryd 10:1                                  | Stenkammargrav                   |              | Göteryd, Småland    |       | 56.544921, 14.042576 | 10071400100001 | Ladda upp en bild av detta fornminne |
| Göteryd 13:1                                  | Stenkammargrav                   |              | Göteryd, Småland    |       | 56.538347, 14.043767 | 10071400130001 | Ladda upp en bild av detta fornminne |
| Göteryd 14:1                                  | Stenkammargrav                   |              | Göteryd, Småland    |       | 56.536933, 14.040653 | 10071400140001 | Ladda upp en bild av detta fornminne |
| Göteryd 14:2                                  | Röse                             |              | Göteryd, Småland    |       | 56.536691, 14.041097 | 10071400140002 | Ladda upp en bild av detta fornminne |
| Göteryd 15:1                                  | Stenkammargrav                   |              | Göteryd, Småland    |       | 56.556086, 14.046728 | 10071400150001 | Ladda upp en bild av detta fornminne |
| Göteryd 25:1                                  | Stenkammargrav                   |              | Göteryd, Småland    |       | 56.548060, 13.938088 | 10071400250001 | Ladda upp en bild av detta fornminne |
| Göteryd 31:1                                  | Stenkammargrav                   |              | Göteryd, Småland    |       | 56.551356, 14.010240 | 10071400310001 | Ladda upp en bild av detta fornminne |
| Göteryd 37:1                                  | Hög                              |              | Göteryd, Småland    |       | 56.526361, 13.943645 | 10071400370001 | Ladda upp en bild av detta fornminne |
| Göteryd 37:2                                  | Hög                              |              | Göteryd, Småland    |       | 56.526376, 13.943846 | 10071400370002 | Ladda upp en bild av detta fornminne |
| Göteryd 37:3                                  | Hög                              |              | Göteryd, Småland    |       | 56.526415, 13.944022 | 10071400370003 | Ladda upp en bild av detta fornminne |
| Göteryd 38:1                                  | Hög                              |              | Göteryd, Småland    |       | 56.525864, 13.942669 | 10071400380001 | Ladda upp en bild av detta fornminne |
| Göteryd 40:1                                  | Stenkammargrav                   |              | Göteryd, Småland    |       | 56.563853, 13.990083 | 10071400400001 | Ladda upp en bild av detta fornminne |
| Göteryd 53:1                                  | Stenkammargrav                   |              | Göteryd, Småland    |       | 56.546594, 13.974762 | 10071400530001 | Ladda upp en bild av detta fornminne |
| Göteryd 53:2                                  | Stensättning                     |              | Göteryd, Småland    |       | 56.546340, 13.974565 | 10071400530002 | Ladda upp en bild av detta fornminne |
| Göteryd 55:1                                  | Stenkammargrav                   |              | Göteryd, Småland    |       | 56.540176, 13.967424 | 10071400550001 | Ladda upp en bild av detta fornminne |
| Göteryd 55:2                                  | Stenkammargrav                   |              | Göteryd, Småland    |       | 56.540077, 13.967386 | 10071400550002 | Ladda upp en bild av detta fornminne |
| Göteryd 56:1                                  | Stenkammargrav                   |              | Göteryd, Småland    |       | 56.563488, 13.982554 | 10071400560001 | Ladda upp en bild av detta fornminne |
| Göteryd 58:1                                  | Lägenhetsbebyggelse              |              | Göteryd, Småland    |       | 56.521766, 13.971950 | 10071400580001 | Ladda upp en bild av detta fornminne |
| Göteryd 70:1                                  | Stenkammargrav                   |              | Göteryd, Småland    |       | 56.589073, 13.983898 | 10071400700001 | Ladda upp en bild av detta fornminne |
| Göteryd 71:1                                  | Stenkammargrav                   |              | Göteryd, Småland    |       | 56.592513, 13.994227 | 10071400710001 | Ladda upp en bild av detta fornminne |
| Göteryd 72:1                                  | Stenkammargrav                   |              | Göteryd, Småland    |       | 56.586795, 13.983603 | 10071400720001 | Ladda upp en bild av detta fornminne |
| Göteryd 76:1                                  | Stenkammargrav                   |              | Göteryd, Småland    |       | 56.590846, 13.951715 | 10071400760001 | Ladda upp en bild av detta fornminne |
| Göteryd 78:1                                  | Stenkammargrav                   |              | Göteryd, Småland    |       | 56.590965, 13.938109 | 10071400780001 | Ladda upp en bild av detta fornminne |
| Göteryd 81:1                                  | Stenkammargrav                   |              | Göteryd, Småland    |       | 56.585154, 13.976269 | 10071400810001 | Ladda upp en bild av detta fornminne |
| Göteryd 82:1                                  | Stenkammargrav                   |              | Göteryd, Småland    |       | 56.601754, 13.949459 | 10071400820001 | Ladda upp en bild av detta fornminne |
| Göteryd 94:1                                  | Stenkammargrav                   |              | Göteryd, Småland    |       | 56.551870, 13.955954 | 10071400940001 | Ladda upp en bild av detta fornminne |
| Göteryd 96:1                                  | Stenkammargrav                   |              | Göteryd, Småland    |       | 56.558766, 13.955984 | 10071400960001 | Ladda upp en bild av detta fornminne |
| Göteryd 97:1                                  | Stenkammargrav                   |              | Göteryd, Småland    |       | 56.567673, 13.941844 | 10071400970001 | Ladda upp en bild av detta fornminne |
| Göteryd 99:1                                  | Stenkammargrav                   |              | Göteryd, Småland    |       | 56.569087, 13.960369 | 10071400990001 | Ladda upp en bild av detta fornminne |
| Göteryd 100:1                                 | Stenkammargrav                   |              | Göteryd, Småland    |       | 56.579654, 13.941448 | 10071401000001 | Ladda upp en bild av detta fornminne |
| Göteryd 102:1                                 | Stenkammargrav                   |              | Göteryd, Småland    |       | 56.584647, 13.964994 | 10071401020001 | Ladda upp en bild av detta fornminne |
| Göteryd 103:1                                 | Stenkammargrav                   |              | Göteryd, Småland    |       | 56.580269, 13.942342 | 10071401030001 | Ladda upp en bild av detta fornminne |
| Göteryd 104:1                                 | Stenkammargrav                   |              | Göteryd, Småland    |       | 56.585777, 13.948675 | 10071401040001 | Ladda upp en bild av detta fornminne |
| Göteryd 105:1                                 | Stenkammargrav                   |              | Göteryd, Småland    |       | 56.588274, 13.970074 | 10071401050001 | Ladda upp en bild av detta fornminne |
| Göteryd 109:1                                 | Stenkammargrav                   |              | Göteryd, Småland    |       | 56.584882, 13.984987 | 10071401090001 | Ladda upp en bild av detta fornminne |
| Göteryd 109:2                                 | Stensättning                     |              | Göteryd, Småland    |       | 56.585013, 13.984503 | 10071401090002 | Ladda upp en bild av detta fornminne |
| Göteryd 110:1                                 | Stenkammargrav                   |              | Göteryd, Småland    |       | 56.591425, 13.927498 | 10071401100001 | Ladda upp en bild av detta fornminne |
| Göteryd 111:1                                 | Stenkammargrav                   |              | Göteryd, Småland    |       | 56.593730, 13.922989 | 10071401110001 | Ladda upp en bild av detta fornminne |
| Göteryd 114:1                                 | Stenkammargrav                   |              | Göteryd, Småland    |       | 56.596142, 13.911161 | 10071401140001 | Ladda upp en bild av detta fornminne |
| Göteryd 115:1                                 | Stenkammargrav                   |              | Göteryd, Småland    |       | 56.596630, 13.911672 | 10071401150001 | Ladda upp en bild av detta fornminne |
| Göteryd 116:1                                 | Stenkammargrav                   |              | Göteryd, Småland    |       | 56.596843, 13.894437 | 10071401160001 | Ladda upp en bild av detta fornminne |
| Kapellhagen (Göteryd 119:1)                   | Kyrka/kapell                     |              | Göteryd, Småland    |       | 56.608217, 13.923586 | 10071401190001 | Ladda upp en bild av detta fornminne |
| Göteryd 120:1                                 | Stenkammargrav                   |              | Göteryd, Småland    |       | 56.603912, 13.925725 | 10071401200001 | Ladda upp en bild av detta fornminne |
| Göteryd 121:1                                 | Stenkammargrav                   |              | Göteryd, Småland    |       | 56.607347, 13.903296 | 10071401210001 | Ladda upp en bild av detta fornminne |
| Göteryd 122:1                                 | Stenkammargrav                   |              | Göteryd, Småland    |       | 56.612623, 13.904737 | 10071401220001 | Ladda upp en bild av detta fornminne |
| Jättarör (Göteryd 123:1)                      | Röse                             |              | Göteryd, Småland    |       | 56.613020, 13.914989 | 10071401230001 | Ladda upp en bild av detta fornminne |
| Göteryd 124:1                                 | Stenkammargrav                   |              | Göteryd, Småland    |       | 56.617640, 13.917418 | 10071401240001 | Ladda upp en bild av detta fornminne |
| Göteryd 125:1                                 | Stenkammargrav                   |              | Göteryd, Småland    |       | 56.630914, 13.911763 | 10071401250001 | Ladda upp en bild av detta fornminne |
| Göteryd 127:1                                 | Stenkammargrav                   |              | Göteryd, Småland    |       | 56.611925, 13.871397 | 10071401270001 | Ladda upp en bild av detta fornminne |
| Göteryd 129:1                                 | Stenkammargrav                   |              | Göteryd, Småland    |       | 56.602574, 13.885926 | 10071401290001 | Ladda upp en bild av detta fornminne |
| Göteryd 131:1                                 | Stenkammargrav                   |              | Göteryd, Småland    |       | 56.592969, 13.888445 | 10071401310001 | Ladda upp en bild av detta fornminne |
| Göteryd 132:1                                 | Stenkammargrav                   |              | Göteryd, Småland    |       | 56.589452, 13.881274 | 10071401320001 | Ladda upp en bild av detta fornminne |
| Göteryd 134:1                                 | Stenkammargrav                   |              | Göteryd, Småland    |       | 56.588657, 13.884179 | 10071401340001 | Ladda upp en bild av detta fornminne |
| Göteryd 137:1                                 | Röse                             |              | Göteryd, Småland    |       | 56.591336, 13.883571 | 10071401370001 | Ladda upp en bild av detta fornminne |
| Göteryd 137:2                                 | Röse                             |              | Göteryd, Småland    |       | 56.591652, 13.884036 | 10071401370002 | Ladda upp en bild av detta fornminne |
| Göteryd 139:1                                 | Stenkammargrav                   |              | Göteryd, Småland    |       | 56.605679, 13.867858 | 10071401390001 | Ladda upp en bild av detta fornminne |
| Göteryd 140:1                                 | Stenkammargrav                   |              | Göteryd, Småland    |       | 56.598713, 13.865067 | 10071401400001 | Ladda upp en bild av detta fornminne |
| Göteryd 141:1                                 | Stenkammargrav                   |              | Göteryd, Småland    |       | 56.597977, 13.864436 | 10071401410001 | Ladda upp en bild av detta fornminne |
| Göteryd 144:1                                 | Stenkammargrav                   |              | Göteryd, Småland    |       | 56.573719, 13.853963 | 10071401440001 | Ladda upp en bild av detta fornminne |
| Göteryd 144:2                                 | Röse                             |              | Göteryd, Småland    |       | 56.573863, 13.854412 | 10071401440002 | Ladda upp en bild av detta fornminne |
| Göteryd 148:1                                 | Stenkammargrav                   |              | Göteryd, Småland    |       | 56.576004, 13.923423 | 10071401480001 | Ladda upp en bild av detta fornminne |
| Göteryd 148:2                                 | Röse                             |              | Göteryd, Småland    |       | 56.576207, 13.923788 | 10071401480002 | Ladda upp en bild av detta fornminne |
| Göteryd 149:1                                 | Stenkammargrav                   |              | Göteryd, Småland    |       | 56.576903, 13.921759 | 10071401490001 | Ladda upp en bild av detta fornminne |
| Göteryd 150:1                                 | Stensättning                     |              | Göteryd, Småland    |       | 56.575010, 13.922914 | 10071401500001 | Ladda upp en bild av detta fornminne |
| Göteryd 152:1                                 | Stenkammargrav                   |              | Göteryd, Småland    |       | 56.571020, 13.920347 | 10071401520001 | Ladda upp en bild av detta fornminne |
| Göteryd 153:1                                 | Stenkammargrav                   |              | Göteryd, Småland    |       | 56.570297, 13.920245 | 10071401530001 | Ladda upp en bild av detta fornminne |
| Göteryd 154:1                                 | Stenkammargrav                   |              | Göteryd, Småland    |       | 56.572266, 13.928166 | 10071401540001 | Ladda upp en bild av detta fornminne |
| Göteryd 158:1                                 | Stenkammargrav                   |              | Göteryd, Småland    |       | 56.566124, 13.910910 | 10071401580001 | Ladda upp en bild av detta fornminne |
| Göteryd 161:1                                 | Husgrund, förhistorisk/medeltida |              | Göteryd, Småland    |       | 56.576700, 13.894197 | 10071401610001 | Ladda upp en bild av detta fornminne |
| Göteryd 163:1                                 | Stenkammargrav                   |              | Göteryd, Småland    |       | 56.561240, 13.882812 | 10071401630001 | Ladda upp en bild av detta fornminne |
| Göteryd 163:2                                 | Stenkammargrav                   |              | Göteryd, Småland    |       | 56.561384, 13.882321 | 10071401630002 | Ladda upp en bild av detta fornminne |
| Göteryd 164:1                                 | Stenkammargrav                   |              | Göteryd, Småland    |       | 56.564120, 13.892309 | 10071401640001 | Ladda upp en bild av detta fornminne |
| Göteryd 165:1                                 | Stenkammargrav                   |              | Göteryd, Småland    |       | 56.545501, 13.878820 | 10071401650001 | Ladda upp en bild av detta fornminne |
| Göteryd 166:1                                 | Stenkammargrav                   |              | Göteryd, Småland    |       | 56.549340, 13.896382 | 10071401660001 | Ladda upp en bild av detta fornminne |
| Göteryd 167:1                                 | Stenkammargrav                   |              | Göteryd, Småland    |       | 56.555258, 13.894299 | 10071401670001 | Ladda upp en bild av detta fornminne |
| Göteryd 168:1                                 | Stenkammargrav                   |              | Göteryd, Småland    |       | 56.558654, 13.898922 | 10071401680001 | Ladda upp en bild av detta fornminne |
| Jättarör (Göteryd 169:1)                      | Stenkammargrav                   |              | Göteryd, Småland    |       | 56.563127, 13.892502 | 10071401690001 | Ladda upp en bild av detta fornminne |
| Jättarör, Trekattakullen (Göteryd 179:1)      | Stenkammargrav                   |              | Göteryd, Småland    |       | 56.568232, 13.849412 | 10071401790001 | Ladda upp en bild av detta fornminne |
| Göteryd 180:1                                 | Stenkammargrav                   |              | Göteryd, Småland    |       | 56.510914, 13.842794 | 10071401800001 | Ladda upp en bild av detta fornminne |
| Prästahålan (Göteryd 181:1)                   | Husgrund, förhistorisk/medeltida |              | Göteryd, Småland    |       | 56.511230, 13.838406 | 10071401810001 | Ladda upp en bild av detta fornminne |
| Göteryd 183:1                                 | Stenkammargrav                   |              | Göteryd, Småland    |       | 56.520820, 13.840034 | 10071401830001 | Ladda upp en bild av detta fornminne |
| Göteryd 184:1                                 | Stenkammargrav                   |              | Göteryd, Småland    |       | 56.531255, 13.853328 | 10071401840001 | Ladda upp en bild av detta fornminne |
| Göteryd 189:1                                 | Stenkammargrav                   |              | Göteryd, Småland    |       | 56.577587, 13.837800 | 10071401890001 | Ladda upp en bild av detta fornminne |
| Göteryd 191:1                                 | Stenkammargrav                   |              | Göteryd, Småland    |       | 56.574528, 13.852812 | 10071401910001 | Ladda upp en bild av detta fornminne |
| Göteryd 194:1                                 | Stenkammargrav                   |              | Göteryd, Småland    |       | 56.563542, 13.846727 | 10071401940001 | Ladda upp en bild av detta fornminne |
| Göteryd 195:1                                 | Röse                             |              | Göteryd, Småland    |       | 56.558762, 13.843534 | 10071401950001 | Ladda upp en bild av detta fornminne |
| Göteryd 198:1                                 | Röse                             |              | Göteryd, Småland    |       | 56.568805, 13.849739 | 10071401980001 | Ladda upp en bild av detta fornminne |
| Göteryd 200:1                                 | Stenkammargrav                   |              | Göteryd, Småland    |       | 56.542157, 13.825650 | 10071402000001 | Ladda upp en bild av detta fornminne |
| Göteryd 201:1                                 | Röse                             |              | Göteryd, Småland    |       | 56.547394, 13.813906 | 10071402010001 | Ladda upp en bild av detta fornminne |
| Göteryd 202:1                                 | Stenkammargrav                   |              | Göteryd, Småland    |       | 56.530121, 13.875209 | 10071402020001 | Ladda upp en bild av detta fornminne |
| Göteryd 203:1                                 | Stenkammargrav                   |              | Göteryd, Småland    |       | 56.533087, 13.855993 | 10071402030001 | Ladda upp en bild av detta fornminne |
| Göteryd 204:1                                 | Stenkammargrav                   |              | Göteryd, Småland    |       | 56.531590, 13.855404 | 10071402040001 | Ladda upp en bild av detta fornminne |
| Göteryd 205:1                                 | Stenkammargrav                   |              | Göteryd, Småland    |       | 56.519446, 13.862425 | 10071402050001 | Ladda upp en bild av detta fornminne |
| Göteryd 207:1                                 | Stenkammargrav                   |              | Göteryd, Småland    |       | 56.512480, 13.862945 | 10071402070001 | Ladda upp en bild av detta fornminne |
| Hällta vången, Hellhults vång (Göteryd 209:1) | Husgrund, förhistorisk/medeltida |              | Göteryd, Småland    |       | 56.519131, 13.898523 | 10071402090001 | Ladda upp en bild av detta fornminne |
| Göteryd 211:1                                 | Stenkammargrav                   |              | Göteryd, Småland    |       | 56.586852, 13.804903 | 10071402110001 | Ladda upp en bild av detta fornminne |
| Göteryd 212:1                                 | Röse                             |              | Göteryd, Småland    |       | 56.597819, 13.822736 | 10071402120001 | Ladda upp en bild av detta fornminne |
| Göteryd 216:1                                 | Stenkammargrav                   |              | Göteryd, Småland    |       | 56.534847, 13.935244 | 10071402160001 | Ladda upp en bild av detta fornminne |
| Göteryd 217:1                                 | Stenkammargrav                   |              | Göteryd, Småland    |       | 56.534320, 13.934879 | 10071402170001 | Ladda upp en bild av detta fornminne |
| Göteryd 218:1                                 | Stenkammargrav                   |              | Göteryd, Småland    |       | 56.527594, 13.915522 | 10071402180001 | Ladda upp en bild av detta fornminne |
| Göteryd 219:1                                 | Stenkammargrav                   |              | Göteryd, Småland    |       | 56.523563, 13.915602 | 10071402190001 | Ladda upp en bild av detta fornminne |
| Göteryd 219:2                                 | Stenkammargrav                   |              | Göteryd, Småland    |       | 56.523253, 13.915520 | 10071402190002 | Ladda upp en bild av detta fornminne |
| Göteryd 220:1                                 | Stenkammargrav                   |              | Göteryd, Småland    |       | 56.538805, 13.904145 | 10071402200001 | Ladda upp en bild av detta fornminne |
| Göteryd 222:1                                 | Stenkammargrav                   |              | Göteryd, Småland    |       | 56.534582, 13.883276 | 10071402220001 | Ladda upp en bild av detta fornminne |
| Göteryd 223:1                                 | Stenkammargrav                   |              | Göteryd, Småland    |       | 56.538266, 13.867147 | 10071402230001 | Ladda upp en bild av detta fornminne |
| Göteryd 255:1                                 | Borg                             |              | Göteryd, Småland    |       | 56.591240, 13.917845 | 10071402550001 | Ladda upp en bild av detta fornminne |
| Göteryd 268:1                                 | Stensättning                     |              | Göteryd, Småland    |       | 56.598798, 13.957308 | 10071402680001 | Ladda upp en bild av detta fornminne |
| Göteryd 271:1                                 | Stensättning                     |              | Göteryd, Småland    |       | 56.619316, 13.913691 | 10071402710001 | Ladda upp en bild av detta fornminne |
| Göteryd 272:1                                 | Stensättning                     |              | Göteryd, Småland    |       | 56.620623, 13.915500 | 10071402720001 | Ladda upp en bild av detta fornminne |
| Göteryd 285:1                                 | Stensättning                     |              | Göteryd, Småland    |       | 56.545886, 13.963935 | 10071402850001 | Ladda upp en bild av detta fornminne |
| Göteryd 293:1                                 | Röse                             |              | Göteryd, Småland    |       | 56.573011, 13.912965 | 10071402930001 | Ladda upp en bild av detta fornminne |
| Göteryd 296:1                                 | Kvarn                            |              | Göteryd, Småland    |       | 56.565790, 13.930253 | 10071402960001 | Ladda upp en bild av detta fornminne |
| Göteryd 385:1                                 | Stenkammargrav                   |              | Göteryd, Småland    |       | 56.602234, 13.864626 | 10071403850001 | Ladda upp en bild av detta fornminne |
| Göteryd 396:1                                 | Röse                             |              | Göteryd, Småland    |       | 56.590588, 13.885475 | 10071403960001 | Ladda upp en bild av detta fornminne |
| Göteryd 441:1                                 | Stenkammargrav                   |              | Göteryd, Småland    |       | 56.555038, 13.994633 | 10071404410001 | Ladda upp en bild av detta fornminne |
| Göteryd 461:1                                 | Stensättning                     |              | Göteryd, Småland    |       | 56.543435, 13.961742 | 10071404610001 | Ladda upp en bild av detta fornminne |
| Göteryd 465:1                                 | Röse                             |              | Göteryd, Småland    |       | 56.535705, 14.042778 | 10071404650001 | Ladda upp en bild av detta fornminne |
| Göteryd 477:1                                 | Hög                              |              | Göteryd, Småland    |       | 56.524144, 13.941701 | 10071404770001 | Ladda upp en bild av detta fornminne |
| Göteryd 479:1                                 | Stensättning                     |              | Göteryd, Småland    |       | 56.524001, 13.953635 | 10071404790001 | Ladda upp en bild av detta fornminne |
| Göteryd 487:1                                 | Hög                              |              | Göteryd, Småland    |       | 56.568264, 13.901837 | 10071404870001 | Ladda upp en bild av detta fornminne |

## Hallaryd
| Namn                         | Lämningstyp    | Tillkomsttid | Historisk indelning | Plats | Läge                 | ID-nr          | Bild                                 |
| ---------------------------- | -------------- | ------------ | ------------------- | ----- | -------------------- | -------------- | ------------------------------------ |
| Hallaryd 6:1                 | Stenkrets      |              | Hallaryd, Småland   |       | 56.460946, 13.887554 | 10071500060001 | Ladda upp en bild av detta fornminne |
| Hallaryd 6:2                 | Stenkrets      |              | Hallaryd, Småland   |       | 56.460919, 13.887379 | 10071500060002 | Ladda upp en bild av detta fornminne |
| Hallaryd 21:1                | Stenkammargrav |              | Hallaryd, Småland   |       | 56.499906, 13.900551 | 10071500210001 | Ladda upp en bild av detta fornminne |
| Hallaryd 24:1                | Stenkammargrav |              | Hallaryd, Småland   |       | 56.523118, 14.047673 | 10071500240001 | Ladda upp en bild av detta fornminne |
| Hallaryd 25:1                | Stenkammargrav |              | Hallaryd, Småland   |       | 56.527345, 14.046522 | 10071500250001 | Ladda upp en bild av detta fornminne |
| Hallaryd 26:1                | Stenkammargrav |              | Hallaryd, Småland   |       | 56.522920, 14.039872 | 10071500260001 | Ladda upp en bild av detta fornminne |
| Hallaryd 26:2                | Stensättning   |              | Hallaryd, Småland   |       | 56.523047, 14.039927 | 10071500260002 | Ladda upp en bild av detta fornminne |
| Hallaryd 27:1                | Stenkammargrav |              | Hallaryd, Småland   |       | 56.493438, 13.850046 | 10071500270001 | Ladda upp en bild av detta fornminne |
| Hallaryd 29:1                | Stenkammargrav |              | Hallaryd, Småland   |       | 56.492034, 13.826200 | 10071500290001 | Ladda upp en bild av detta fornminne |
| Hallaryd 34:1                | Röse           |              | Hallaryd, Småland   |       | 56.473198, 13.820495 | 10071500340001 | Ladda upp en bild av detta fornminne |
| Hallaryd 42:1                | Stenkammargrav |              | Hallaryd, Småland   |       | 56.495708, 14.001914 | 10071500420001 | Ladda upp en bild av detta fornminne |
| Hallaryd 45:1                | Stensättning   |              | Hallaryd, Småland   |       | 56.495927, 14.000964 | 10071500450001 | Ladda upp en bild av detta fornminne |
| Hallaryd 45:2                | Stensättning   |              | Hallaryd, Småland   |       | 56.495730, 14.000800 | 10071500450002 | Ladda upp en bild av detta fornminne |
| Hallaryd 51:1                | Stenkammargrav |              | Hallaryd, Småland   |       | 56.501093, 13.992551 | 10071500510001 | Ladda upp en bild av detta fornminne |
| Hallaryd 66:1                | Röse           |              | Hallaryd, Småland   |       | 56.487880, 14.040293 | 10071500660001 | Ladda upp en bild av detta fornminne |
| Hallaryd 108:1               | Röse           |              | Hallaryd, Småland   |       | 56.489490, 13.901283 | 10071501080001 | Ladda upp en bild av detta fornminne |
| Hallaryd 145:1               | Kyrka/kapell   |              | Hallaryd, Småland   |       | 56.485577, 13.885661 | 10071501450001 | Ladda upp en bild av detta fornminne |
| Pengabacken (Hallaryd 172:1) | Stenkammargrav |              | Hallaryd, Småland   |       | 56.446244, 13.862880 | 10071501720001 | Ladda upp en bild av detta fornminne |
| Hallaryd 186:1               | Stenkammargrav |              | Hallaryd, Småland   |       | 56.504513, 13.838454 | 10071501860001 | Ladda upp en bild av detta fornminne |

## Härlunda
| Namn           | Lämningstyp             | Tillkomsttid | Historisk indelning | Plats | Läge                 | ID-nr          | Bild                                 |
| -------------- | ----------------------- | ------------ | ------------------- | ----- | -------------------- | -------------- | ------------------------------------ |
| Härlunda 61:1  | Stenkammargrav          |              | Härlunda, Småland   |       | 56.520049, 14.476860 | 10072300610001 | Ladda upp en bild av detta fornminne |
| Härlunda 101:1 | Stenkammargrav          |              | Härlunda, Småland   |       | 56.518394, 14.472614 | 10072301010001 | Ladda upp en bild av detta fornminne |
| Härlunda 247   | Husgrund, historisk tid |              | Härlunda, Småland   |       | 56.553319, 14.535100 | 12000000090366 | Ladda upp en bild av detta fornminne |
| Härlunda 256   | Husgrund, historisk tid |              | Härlunda, Småland   |       | 56.551443, 14.536748 | 12000000090377 | Ladda upp en bild av detta fornminne |
| Härlunda 443   | Minnesmärke             |              | Härlunda, Småland   |       | 56.526472, 14.440431 | 12000000091035 | Ladda upp en bild av detta fornminne |
| Härlunda 611   | Husgrund, historisk tid |              | Härlunda, Småland   |       | 56.559445, 14.444324 | 12000000091747 | Ladda upp en bild av detta fornminne |
| Härlunda 622   | Husgrund, historisk tid |              | Härlunda, Småland   |       | 56.555965, 14.452261 | 12000000091758 | Ladda upp en bild av detta fornminne |

## Pjätteryd
| Namn                          | Lämningstyp         | Tillkomsttid | Historisk indelning | Plats | Läge                 | ID-nr          | Bild                                 |
| ----------------------------- | ------------------- | ------------ | ------------------- | ----- | -------------------- | -------------- | ------------------------------------ |
| Pjätteryd 1:1                 | Stenkammargrav      |              | Pjätteryd, Småland  |       | 56.596960, 13.995996 | 10074400010001 | Ladda upp en bild av detta fornminne |
| Pjätteryd 2:1                 | Röse                |              | Pjätteryd, Småland  |       | 56.597715, 13.998763 | 10074400020001 | Ladda upp en bild av detta fornminne |
| Jättakull (Pjätteryd 3:1)     | Röse                |              | Pjätteryd, Småland  |       | 56.600424, 13.985207 | 10074400030001 | Ladda upp en bild av detta fornminne |
| Pjätteryd 4:1                 | Röse                |              | Pjätteryd, Småland  |       | 56.601007, 13.986049 | 10074400040001 | Ladda upp en bild av detta fornminne |
| Pjätteryd 7:1                 | Stenkammargrav      |              | Pjätteryd, Småland  |       | 56.608999, 13.976097 | 10074400070001 | Ladda upp en bild av detta fornminne |
| Pjätteryd 14:1                | Stenkammargrav      |              | Pjätteryd, Småland  |       | 56.617126, 14.044073 | 10074400140001 | Ladda upp en bild av detta fornminne |
| Pjätteryd 17:1                | Stenkammargrav      |              | Pjätteryd, Småland  |       | 56.618220, 14.091709 | 10074400170001 | Ladda upp en bild av detta fornminne |
| Segrerön (Pjätteryd 23:1)     | Stenkammargrav      |              | Pjätteryd, Småland  |       | 56.603243, 14.037364 | 10074400230001 | Ladda upp en bild av detta fornminne |
| Pjätteryd 32:1                | Stenkammargrav      |              | Pjätteryd, Småland  |       | 56.631826, 14.124635 | 10074400320001 | Ladda upp en bild av detta fornminne |
| Pjätteryd 37:1                | Stenkammargrav      |              | Pjätteryd, Småland  |       | 56.612766, 13.990232 | 10074400370001 | Ladda upp en bild av detta fornminne |
| Pjätteryd 39:1                | Stenkammargrav      |              | Pjätteryd, Småland  |       | 56.611974, 13.989185 | 10074400390001 | Ladda upp en bild av detta fornminne |
| Pjätteryd 41:1                | Stenkammargrav      |              | Pjätteryd, Småland  |       | 56.590991, 14.003099 | 10074400410001 | Ladda upp en bild av detta fornminne |
| Pjätteryd 42:1                | Stenkammargrav      |              | Pjätteryd, Småland  |       | 56.586077, 14.000924 | 10074400420001 | Ladda upp en bild av detta fornminne |
| Pjätteryd 44:1                | Begravningsplats    |              | Pjätteryd, Småland  |       | 56.576170, 14.073947 | 10074400440001 | Ladda upp en bild av detta fornminne |
| Drakabacken (Pjätteryd 119:1) | Röse                |              | Pjätteryd, Småland  |       | 56.659669, 14.076363 | 10074401190001 | Ladda upp en bild av detta fornminne |
| Pjätteryd 122:1               | Stenkammargrav      |              | Pjätteryd, Småland  |       | 56.639441, 14.079389 | 10074401220001 | Ladda upp en bild av detta fornminne |
| Pjätteryd 130:1               | Stenkammargrav      |              | Pjätteryd, Småland  |       | 56.647132, 14.126819 | 10074401300001 | Ladda upp en bild av detta fornminne |
| Pjätteryd 136:1               | Stenkammargrav      |              | Pjätteryd, Småland  |       | 56.644174, 14.062051 | 10074401360001 | Ladda upp en bild av detta fornminne |
| Pjätteryd 183:1               | Lägenhetsbebyggelse |              | Pjätteryd, Småland  |       | 56.650938, 14.062218 | 10074401830001 | Ladda upp en bild av detta fornminne |
| Backatorpet (Pjätteryd 184:1) | Lägenhetsbebyggelse |              | Pjätteryd, Småland  |       | 56.648529, 14.058431 | 10074401840001 | Ladda upp en bild av detta fornminne |
| Pjätteryd 188:1               | Stenkammargrav      |              | Pjätteryd, Småland  |       | 56.632345, 14.006304 | 10074401880001 | Ladda upp en bild av detta fornminne |
| Pjätteryd 195:1               | Stenkammargrav      |              | Pjätteryd, Småland  |       | 56.579017, 14.019249 | 10074401950001 | Ladda upp en bild av detta fornminne |
| Pjätteryd 223                 | Hällristning        |              | Pjätteryd, Småland  |       | 56.634223, 14.079665 | 12000000094461 | Ladda upp en bild av detta fornminne |

## Stenbrohult
| Namn                            | Lämningstyp    | Tillkomsttid | Historisk indelning  | Plats | Läge                 | ID-nr          | Bild                                 |
| ------------------------------- | -------------- | ------------ | -------------------- | ----- | -------------------- | -------------- | ------------------------------------ |
| Stenbrohult 1:1                 | Röse           |              | Stenbrohult, Småland |       | 56.578085, 14.158970 | 10074900010001 | Ladda upp en bild av detta fornminne |
| Stenbrohult 3:1                 | Stenkammargrav |              | Stenbrohult, Småland |       | 56.575444, 14.199493 | 10074900030001 | Ladda upp en bild av detta fornminne |
| Stenbrohult 5:1                 | Röse           |              | Stenbrohult, Småland |       | 56.599356, 14.167640 | 10074900050001 | Ladda upp en bild av detta fornminne |
| Jättagraven (Stenbrohult 6:1)   | Stenkammargrav |              | Stenbrohult, Småland |       | 56.597033, 14.169625 | 10074900060001 | Ladda upp en bild av detta fornminne |
| Stenbrohult 8:1                 | Stenkammargrav |              | Stenbrohult, Småland |       | 56.616499, 14.237534 | 10074900080001 | Ladda upp en bild av detta fornminne |
| Drakarör (Stenbrohult 9:1)      | Röse           |              | Stenbrohult, Småland |       | 56.627541, 14.249221 | 10074900090001 | Ladda upp en bild av detta fornminne |
| Stenbrohult 11:1                | Stenkammargrav |              | Stenbrohult, Småland |       | 56.630074, 14.169725 | 10074900110001 | Ladda upp en bild av detta fornminne |
| Stenbrohult 14:1                | Stensättning   |              | Stenbrohult, Småland |       | 56.626566, 14.166033 | 10074900140001 | Ladda upp en bild av detta fornminne |
| Stenbrohult 15:1                | Röse           |              | Stenbrohult, Småland |       | 56.609062, 14.178613 | 10074900150001 | Ladda upp en bild av detta fornminne |
| Stenbrohult 16:1                | Röse           |              | Stenbrohult, Småland |       | 56.611505, 14.181380 | 10074900160001 | Ladda upp en bild av detta fornminne |
| Stenbrohult 17:1                | Röse           |              | Stenbrohult, Småland |       | 56.611958, 14.181752 | 10074900170001 | Ladda upp en bild av detta fornminne |
| Stenbrohult 19:1                | Stensättning   |              | Stenbrohult, Småland |       | 56.614067, 14.181110 | 10074900190001 | Ladda upp en bild av detta fornminne |
| Stenbrohult 20:1                | Stensättning   |              | Stenbrohult, Småland |       | 56.613677, 14.183613 | 10074900200001 | Ladda upp en bild av detta fornminne |
| Stenbrohult 23:1                | Röse           |              | Stenbrohult, Småland |       | 56.618633, 14.191187 | 10074900230001 | Ladda upp en bild av detta fornminne |
| Stenbrohult 25:1                | Stenkammargrav |              | Stenbrohult, Småland |       | 56.634053, 14.195984 | 10074900250001 | Ladda upp en bild av detta fornminne |
| Stenbrohult 51:1                | Minnesmärke    |              | Stenbrohult, Småland |       | 56.509099, 14.123736 | 10074900510001 | Ladda upp en bild av detta fornminne |
| Stenbrohult 53:1                | Röse           |              | Stenbrohult, Småland |       | 56.541859, 14.145341 | 10074900530001 | Ladda upp en bild av detta fornminne |
| Stenbrohult 60:1                | Hällristning   |              | Stenbrohult, Småland |       | 56.618925, 14.200516 | 10074900600001 | Ladda upp en bild av detta fornminne |
| Stenbrohult 62:1                | Stensättning   |              | Stenbrohult, Småland |       | 56.617161, 14.201686 | 10074900620001 | Ladda upp en bild av detta fornminne |
| Stenbrohult 67:1                | Röse           |              | Stenbrohult, Småland |       | 56.611126, 14.180351 | 10074900670001 | Ladda upp en bild av detta fornminne |
| Jättabacken (Stenbrohult 101:1) | Stenkammargrav |              | Stenbrohult, Småland |       | 56.714767, 14.242748 | 10074901010001 | Ladda upp en bild av detta fornminne |
| Stenbrohult 102:1               | Stenkammargrav |              | Stenbrohult, Småland |       | 56.699400, 14.243887 | 10074901020001 | Ladda upp en bild av detta fornminne |
| Stenbrohult 103:1               | Stenkammargrav |              | Stenbrohult, Småland |       | 56.689265, 14.229109 | 10074901030001 | Ladda upp en bild av detta fornminne |
| Stenbrohult 156:1               | Stenkammargrav |              | Stenbrohult, Småland |       | 56.684331, 14.230250 | 10074901560001 | Ladda upp en bild av detta fornminne |
| Stenbrohult 166:1               | Stenkammargrav |              | Stenbrohult, Småland |       | 56.708124, 14.254336 | 10074901660001 | Ladda upp en bild av detta fornminne |
| Stenbrohult 167:1               | Stenkammargrav |              | Stenbrohult, Småland |       | 56.720393, 14.267272 | 10074901670001 | Ladda upp en bild av detta fornminne |
| Stenbrohult 169:1               | Stensättning   |              | Stenbrohult, Småland |       | 56.636144, 14.169636 | 10074901690001 | Ladda upp en bild av detta fornminne |
| Stenbrohult 171:1               | Hällristning   |              | Stenbrohult, Småland |       | 56.626672, 14.166468 | 10074901710001 | Ladda upp en bild av detta fornminne |
| Stenbrohult 173:1               | Röse           |              | Stenbrohult, Småland |       | 56.605282, 14.216415 | 10074901730001 | Ladda upp en bild av detta fornminne |
| Stenbrohult 175:1               | Röse           |              | Stenbrohult, Småland |       | 56.607854, 14.217463 | 10074901750001 | Ladda upp en bild av detta fornminne |
| Stenbrohult 205:1               | Stensättning   |              | Stenbrohult, Småland |       | 56.545274, 14.147840 | 10074902050001 | Ladda upp en bild av detta fornminne |
| Stenbrohult 206:1               | Röse           |              | Stenbrohult, Småland |       | 56.545218, 14.146653 | 10074902060001 | Ladda upp en bild av detta fornminne |
| Stenbrohult 215:1               | Kyrka/kapell   |              | Stenbrohult, Småland |       | 56.617279, 14.181798 | 10074902150001 | Ladda upp en bild av detta fornminne |
| Stenbrohult 241                 | Hällristning   |              | Stenbrohult, Småland |       | 56.623325, 14.242973 | 12000000001234 | Ladda upp en bild av detta fornminne |
| Stenbrohult 284                 | Stensättning   |              | Stenbrohult, Småland |       | 56.703230, 14.243692 | 12000000038164 | Ladda upp en bild av detta fornminne |
| Stenbrohult 286                 | Stensättning   |              | Stenbrohult, Småland |       | 56.703351, 14.243696 | 12000000038166 | Ladda upp en bild av detta fornminne |
| Stenbrohult 287                 | Stensättning   |              | Stenbrohult, Småland |       | 56.623891, 14.195806 | 12000000038167 | Ladda upp en bild av detta fornminne |
| Stenbrohult 289                 | Hällristning   |              | Stenbrohult, Småland |       | 56.624707, 14.196328 | 12000000038169 | Ladda upp en bild av detta fornminne |
| Stenbrohult 290                 | Hällristning   |              | Stenbrohult, Småland |       | 56.624813, 14.196611 | 12000000038171 | Ladda upp en bild av detta fornminne |

## Virestad
| Namn                                   | Lämningstyp                 | Tillkomsttid | Historisk indelning | Plats | Läge                 | ID-nr          | Bild                                 |
| -------------------------------------- | --------------------------- | ------------ | ------------------- | ----- | -------------------- | -------------- | ------------------------------------ |
| Virestad 1:1                           | Stenkammargrav              |              | Virestad, Småland   |       | 56.719171, 14.325144 | 10076700010001 | Ladda upp en bild av detta fornminne |
| Virestad 2:1                           | Stenkammargrav              |              | Virestad, Småland   |       | 56.719682, 14.325732 | 10076700020001 | Ladda upp en bild av detta fornminne |
| Virestad 4:1                           | Stenkammargrav              |              | Virestad, Småland   |       | 56.722888, 14.325770 | 10076700040001 | Ladda upp en bild av detta fornminne |
| Virestad 8:1                           | Stenkammargrav              |              | Virestad, Småland   |       | 56.703272, 14.350956 | 10076700080001 | Ladda upp en bild av detta fornminne |
| Virestad 8:2                           | Stenkammargrav              |              | Virestad, Småland   |       | 56.703692, 14.350548 | 10076700080002 | Ladda upp en bild av detta fornminne |
| Virestad 13:1                          | Röse                        |              | Virestad, Småland   |       | 56.699156, 14.345872 | 10076700130001 | Ladda upp en bild av detta fornminne |
| Virestad 22:1                          | Grav markerad av sten/block |              | Virestad, Småland   |       | 56.666065, 14.342906 | 10076700220001 | Ladda upp en bild av detta fornminne |
| Virestad 23:1                          | Stenkammargrav              |              | Virestad, Småland   |       | 56.606537, 14.262912 | 10076700230001 | Ladda upp en bild av detta fornminne |
| Virestad 29:1                          | Röse                        |              | Virestad, Småland   |       | 56.701486, 14.345181 | 10076700290001 | Ladda upp en bild av detta fornminne |
| Virestad 30:1                          | Hällristning                |              | Virestad, Småland   |       | 56.644874, 14.347230 | 10076700300001 | Ladda upp en bild av detta fornminne |
| Virestad 30:2                          | Hällristning                |              | Virestad, Småland   |       | 56.645041, 14.346834 | 10076700300002 | Ladda upp en bild av detta fornminne |
| Virestad 39:1                          | Röse                        |              | Virestad, Småland   |       | 56.656536, 14.342499 | 10076700390001 | Ladda upp en bild av detta fornminne |
| Jättagraven (Virestad 41:1)            | Stenkammargrav              |              | Virestad, Småland   |       | 56.528460, 14.374893 | 10076700410001 | Ladda upp en bild av detta fornminne |
| Jättagraven (Virestad 41:2)            | Stenkammargrav              |              | Virestad, Småland   |       | 56.528424, 14.374589 | 10076700410002 | Ladda upp en bild av detta fornminne |
| Virestad 43:1                          | Stenkammargrav              |              | Virestad, Småland   |       | 56.548749, 14.363798 | 10076700430001 | Ladda upp en bild av detta fornminne |
| Virestad 47:1                          | Stenkammargrav              |              | Virestad, Småland   |       | 56.569941, 14.351950 | 10076700470001 | Ladda upp en bild av detta fornminne |
| Virestad 50:1                          | Stenkammargrav              |              | Virestad, Småland   |       | 56.522842, 14.214584 | 10076700500001 | Ladda upp en bild av detta fornminne |
| Virestad 50:2                          | Stenkammargrav              |              | Virestad, Småland   |       | 56.522935, 14.215016 | 10076700500002 | Ladda upp en bild av detta fornminne |
| Virestad 52:1                          | Hällristning                |              | Virestad, Småland   |       | 56.540658, 14.248016 | 10076700520001 | Ladda upp en bild av detta fornminne |
| Virestad 52:2                          | Hällristning                |              | Virestad, Småland   |       | 56.540623, 14.248012 | 10076700520002 | Ladda upp en bild av detta fornminne |
| Virestad 54:1                          | Stenkammargrav              |              | Virestad, Småland   |       | 56.525102, 14.185896 | 10076700540001 | Ladda upp en bild av detta fornminne |
| Virestad 69:1                          | Stenkammargrav              |              | Virestad, Småland   |       | 56.558803, 14.247578 | 10076700690001 | Ladda upp en bild av detta fornminne |
| Virestad 69:2                          | Stenkammargrav              |              | Virestad, Småland   |       | 56.558480, 14.247421 | 10076700690002 | Ladda upp en bild av detta fornminne |
| Virestad 72:1                          | Stenkammargrav              |              | Virestad, Småland   |       | 56.552486, 14.293539 | 10076700720001 | Ladda upp en bild av detta fornminne |
| Virestad 74:1                          | Stensättning                |              | Virestad, Småland   |       | 56.557705, 14.292487 | 10076700740001 | Ladda upp en bild av detta fornminne |
| Virestad 74:2                          | Stensättning                |              | Virestad, Småland   |       | 56.557497, 14.292254 | 10076700740002 | Ladda upp en bild av detta fornminne |
| Virestad 77:1                          | Röse                        |              | Virestad, Småland   |       | 56.554270, 14.271299 | 10076700770001 | Ladda upp en bild av detta fornminne |
| Virestad 82:1                          | Stenkammargrav              |              | Virestad, Småland   |       | 56.592236, 14.274247 | 10076700820001 | Ladda upp en bild av detta fornminne |
| Virestad 84:1                          | Stenkammargrav              |              | Virestad, Småland   |       | 56.590574, 14.300360 | 10076700840001 | Ladda upp en bild av detta fornminne |
| Virestad 103:1                         | Stenkammargrav              |              | Virestad, Småland   |       | 56.669066, 14.332024 | 10076701030001 | Ladda upp en bild av detta fornminne |
| Virestad 103:2                         | Hällristning                |              | Virestad, Småland   |       | 56.669082, 14.332010 | 10076701030002 | Ladda upp en bild av detta fornminne |
| Stora Krunan (Virestad 122:1)          | Stenkammargrav              |              | Virestad, Småland   |       | 56.647524, 14.308928 | 10076701220001 | Ladda upp en bild av detta fornminne |
| Virestad 123:1                         | Stenkammargrav              |              | Virestad, Småland   |       | 56.643242, 14.337964 | 10076701230001 | Ladda upp en bild av detta fornminne |
| Jättakistan på trädan (Virestad 131:1) | Stenkammargrav              |              | Virestad, Småland   |       | 56.636334, 14.291930 | 10076701310001 | Ladda upp en bild av detta fornminne |
| Virestad 132:1                         | Stenkammargrav              |              | Virestad, Småland   |       | 56.624958, 14.283168 | 10076701320001 | Ladda upp en bild av detta fornminne |
| Virestad 133:1                         | Stenkammargrav              |              | Virestad, Småland   |       | 56.621549, 14.288296 | 10076701330001 | Ladda upp en bild av detta fornminne |
| Virestad 148:1                         | Stenkammargrav              |              | Virestad, Småland   |       | 56.640123, 14.307946 | 10076701480001 | Ladda upp en bild av detta fornminne |
| Virestad 148:2                         | Stenkammargrav              |              | Virestad, Småland   |       | 56.639915, 14.308084 | 10076701480002 | Ladda upp en bild av detta fornminne |
| Virestad 149:1                         | Stenkammargrav              |              | Virestad, Småland   |       | 56.639315, 14.307284 | 10076701490001 | Ladda upp en bild av detta fornminne |
| Virestad 163:1                         | Röse                        |              | Virestad, Småland   |       | 56.580418, 14.302271 | 10076701630001 | Ladda upp en bild av detta fornminne |
| Virestad 189:1                         | Stenkrets                   |              | Virestad, Småland   |       | 56.614588, 14.377202 | 10076701890001 | Ladda upp en bild av detta fornminne |
| Virestad 191:1                         | Stenkammargrav              |              | Virestad, Småland   |       | 56.609620, 14.373353 | 10076701910001 | Ladda upp en bild av detta fornminne |
| Virestad 205:1                         | Stenkrets                   |              | Virestad, Småland   |       | 56.532570, 14.328456 | 10076702050001 | Ladda upp en bild av detta fornminne |
| Virestad 205:2                         | Stenkrets                   |              | Virestad, Småland   |       | 56.532622, 14.328568 | 10076702050002 | Ladda upp en bild av detta fornminne |
| Virestad 205:3                         | Grav markerad av sten/block |              | Virestad, Småland   |       | 56.532695, 14.328581 | 10076702050003 | Ladda upp en bild av detta fornminne |
| Virestad 226:1                         | Stenkammargrav              |              | Virestad, Småland   |       | 56.667284, 14.314761 | 10076702260001 | Ladda upp en bild av detta fornminne |
| Virestad 242:1                         | Stensättning                |              | Virestad, Småland   |       | 56.649598, 14.311075 | 10076702420001 | Ladda upp en bild av detta fornminne |
| Virestad 253:1                         | Stensättning                |              | Virestad, Småland   |       | 56.649196, 14.347253 | 10076702530001 | Ladda upp en bild av detta fornminne |
| Virestad 256:1                         | Hällristning                |              | Virestad, Småland   |       | 56.655058, 14.349828 | 10076702560001 | Ladda upp en bild av detta fornminne |
| Virestad 259:1                         | Hällristning                |              | Virestad, Småland   |       | 56.650155, 14.354533 | 10076702590001 | Ladda upp en bild av detta fornminne |
| Virestad 260:1                         | Röse                        |              | Virestad, Småland   |       | 56.644979, 14.356300 | 10076702600001 | Ladda upp en bild av detta fornminne |
| Virestad 260:2                         | Hällristning                |              | Virestad, Småland   |       | 56.644979, 14.356300 | 10076702600002 | Ladda upp en bild av detta fornminne |
| Virestad 263:1                         | Röse                        |              | Virestad, Småland   |       | 56.667574, 14.337315 | 10076702630001 | Ladda upp en bild av detta fornminne |
| Virestad 264:1                         | Hällristning                |              | Virestad, Småland   |       | 56.667714, 14.336480 | 10076702640001 | Ladda upp en bild av detta fornminne |
| Virestad 267:1                         | Stensättning                |              | Virestad, Småland   |       | 56.665430, 14.342797 | 10076702670001 | Ladda upp en bild av detta fornminne |
| Virestad 289:1                         | Stensättning                |              | Virestad, Småland   |       | 56.681329, 14.306983 | 10076702890001 | Ladda upp en bild av detta fornminne |
| Virestad 290:1                         | Hällristning                |              | Virestad, Småland   |       | 56.681361, 14.306836 | 10076702900001 | Ladda upp en bild av detta fornminne |
| Virestad 300:1                         | Röse                        |              | Virestad, Småland   |       | 56.635041, 14.353940 | 10076703000001 | Ladda upp en bild av detta fornminne |
| Virestad 302:1                         | Hällristning                |              | Virestad, Småland   |       | 56.700119, 14.344938 | 10076703020001 | Ladda upp en bild av detta fornminne |
| Virestad 318:1                         | Stenkammargrav              |              | Virestad, Småland   |       | 56.573085, 14.404310 | 10076703180001 | Ladda upp en bild av detta fornminne |
| Virestad 335:1                         | Stenkammargrav              |              | Virestad, Småland   |       | 56.590766, 14.301393 | 10076703350001 | Ladda upp en bild av detta fornminne |
| Virestad 343:1                         | Stenkammargrav              |              | Virestad, Småland   |       | 56.608542, 14.272842 | 10076703430001 | Ladda upp en bild av detta fornminne |
| Virestad 358:1                         | Hällristning                |              | Virestad, Småland   |       | 56.560751, 14.265210 | 10076703580001 | Ladda upp en bild av detta fornminne |
| Virestad 359:1                         | Röse                        |              | Virestad, Småland   |       | 56.573053, 14.276171 | 10076703590001 | Ladda upp en bild av detta fornminne |
| Virestad 362:1                         | Hällristning                |              | Virestad, Småland   |       | 56.556961, 14.276070 | 10076703620001 | Ladda upp en bild av detta fornminne |
| Virestad 375:1                         | Röse                        |              | Virestad, Småland   |       | 56.542568, 14.243991 | 10076703750001 | Ladda upp en bild av detta fornminne |
| Virestad 376:1                         | Röse                        |              | Virestad, Småland   |       | 56.541992, 14.242790 | 10076703760001 | Ladda upp en bild av detta fornminne |
| Virestad 378:1                         | Hällristning                |              | Virestad, Småland   |       | 56.543094, 14.248662 | 10076703780001 | Ladda upp en bild av detta fornminne |
| Virestad 379:1                         | Röse                        |              | Virestad, Småland   |       | 56.545837, 14.252420 | 10076703790001 | Ladda upp en bild av detta fornminne |
| Virestad 455:1                         | Stenkammargrav              |              | Virestad, Småland   |       | 56.512940, 14.150749 | 10076704550001 | Ladda upp en bild av detta fornminne |
| Virestad 597                           | Röse                        |              | Virestad, Småland   |       | 56.700462, 14.372125 | 12000000037548 | Ladda upp en bild av detta fornminne |
| Virestad 606                           | Hällristning                |              | Virestad, Småland   |       | 56.700512, 14.344525 | 12000000037559 | Ladda upp en bild av detta fornminne |
| Korsberget (Virestad 773)              | Stensättning                |              | Virestad, Småland   |       | 56.635082, 14.342342 | 12000000086374 | Ladda upp en bild av detta fornminne |